# كاكوري
كاكوري (بالإيطالية: Caccuri) هي كومونا ومدينة في مقاطعة كروتوني، في قلورية، جنوب إيطاليا.